# Joppa labroides
Joppa labroides là một loài tò vò trong họ Ichneumonidae.